# Museo dell'Opera del Palazzo Ducale di Venezia
Il Museo dell'Opera del Palazzo Ducale di Venezia si trova al piano terra dell'edificio. I capitelli del Museo dell'Opera sono una parte preziosa e importante dell'apparato di sculture e rilievi che arricchiscono le facciate medievali di Palazzo Ducale.

## Storia

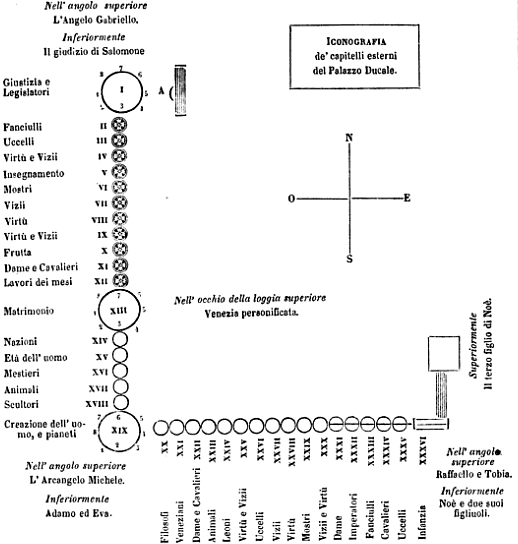
Mappa dei capitelli del Palazzo Ducale

Mappa del pianterreno del Palazzo Ducale: J - I locale; K - VI locale; L - V locale; M - IV locale; N - II locale; 0 - III locale

L'Opera era anticamente una specie di ufficio tecnico preposto alla manutenzione del palazzo e della gestione degli innumerevoli interventi di riforma e ristrutturazione subiti e conservava documenti e vestigia della propria attività.  Nel 1875, durante un importante piano di ristrutturazione, ben 42 capitelli vennero asportati e sostituiti con copie: gli originali, accuratamente restaurati, vennero disposti nel museo. L'importanza dei capitelli risiede nel fatto che questi non solo costituivano un fatto d'arte eccezionale, ma anche trasmettevano insegnamenti storici, morali e politici che però sono oggi di difficile interpretazione.

## Descrizione
L'allestimento attuale si sviluppa in sei sale.
- Prima sala. Ospita sei capitelli e le relative colonne, provenienti da quella parte del porticato che è affacciata sul bacino. La loro realizzazione iniziò nel 1340.[1] In particolare, è notevole il capitello raffigurante le arti liberali dominate da Salomone che sottopone le cognizioni pagane al dominio della fede cristiana. Salomone deve essere letto come il detentore di una sapienza divina, quasi maestro dei sette sapienti che sono lì raffiguranti seduti a gambe incrociate: nell'ordine sono raffigurati Prisciano nell'atto di scrivere, Aristotele, Cicerone con la mano alzata nell'atto di prendere la parola, Pitagora che allinea quattro oggetti (forse monete) su una tavoletta recante il numero 1344, anno che potrebbe essere quello della realizzazione dell'opera, Euclide nell'atto di usare il compasso, Tubal-cain che suona uno strumento a corde, Tolomeo nell'atto di indicare il cielo. Dietro al medesimo capitello sono presenti teste umane di razze differenti, rese con realismo dallo scultore.[1]
- Seconda sala, dalla quale si accede sia alla terza che alla quarta. Presenta quattro capitelli con relative colonne, un tempo siti lungo la facciata che insiste sulla Piazzetta. Le raffigurazioni (di grande pregio artistico) presentano significati allegorici e trattano i temi dei mestieri, dei prodotti della terra e dell'astrologia. Sulla parete d'ingresso si trova la tamponatura di uno degli archi del portico verso il Ponte della Paglia, risalente alla fine del XVI secolo. Il capitello più pregevole è il secondo a destra, raffigurante i Mestieri: quello dello scalpellino, dell'orefice, del ciabattino, del falegname, del misuratore di cereali e legumi, del contadino, del notaio e del fabbro. Lo status professionale è riconoscibile per via dei copricapi.[1]
- Terza sala. Presenta tre capitelli con le relative colonne. Il primo a sinistra e il primo a destra sono trecenteschi, mentre quello in fondo è del secolo successivo. In particolar modo quello di destra fu apprezzato da John Ruskin, che lo definì "il più bello d'Europa": era collocato in una posizione privilegiata, in corrispondenza dell'angolo fra le facciate che insistono sul molo e sulla piazzetta, sotto il gruppo raffigurante Adamo ed Eva. Si può leggere come l'apertura della narrazione allegorica che va poi sviluppandosi sulle due facciate.[1] La lettura di questo capitello inizia dalla creazione del primo uomo, e prosegue con le raffigurazioni dei pianeti e dei segni zodiacali. Sono poi raffigurati Dio, Saturno, seduto sul segno del Capricorno e reggente in mano la brocca dell'Acquario, Giove che tocca il segno dei Pesci sedendo sul Sagittario, Marte vestito da guerriero che sedendo sull'Ariete è affiancato dallo Scorpione, il Sole seduto sul Leone, Venere nell'atto di ammirare la propria bellezza stando seduta sul Toro tenendo la Bilancia e Mercurio posto tra la Vergine e i Gemelli. L'ultimo lato si chiude con una personificazione del Cancro. Il capitello sul fondo illustra invece i vizi capitali: osservando il suo perimetro in senso antiorario si distinguono la Superbia, raffigurata da un guerriero armato di spada, scudo ed elmo cornuto, l'Ira nell'atto di strapparsi le vesti, l'Avarizia che tiene in mano due sacchetti, l'Accidia che soffre restando tuttavia indolente, la Vanità sotto forma di una fanciulla che si specchia, l'Invidia che indica la Vanità rodendo per la rabbia, la Lussuria mentre si scopre il seno e la Gola mentre alza un bicchiere e divora della carne.[1]
- Quarta sala. Si trovano in questa sala due fusti di colonna ed un muro di pietra viva che risale ad un'antica fase della costruzione del palazzo.[1]
- Quinta sala. Lungo la parete dell'ingresso si allineano due fusti di colonne provenienti dal portico verso il molo, mentre quello posto sulla parete contigua, culminante in un capitello a fogliami, è uno di quelli che erano affacciati sulla Piazzetta. Si trova in questa sala pure una parte del traforo costituente il loggiato.[1]
- Sesta sala, dalla forma oblunga. Si tratta di quella che senza dubbio contiene più capitelli, dato che ve ne si trovano ventinove provenienti dal loggiato, tutti caratterizzati da una singolare decorazione in cui sulle figure prevale il fogliame. Sebbene di fattura meno pregevole, anche questi capitelli facevano parte di quell'unitario progetto volto ad illustrare l'influenza degli astri nella vita umana.[1] Alle pareti si trovano frammenti lapidei delle facciate, quali pinnacoli, archetti, colonnine: rimossi poiché lesionati o pericolanti, sono stati sostituiti con copie. Sul fondo della sala si trova l'architrave originale della Porta della Carta, arricchito da un'iscrizione che registra il nome del progettista e realizzatore: Bartolomeo Bon. Nella sala si trova pure un busto del doge Cristoforo Moro (un tempo sito nella nicchia posta di fronte alla Scala dei Giganti) e la testa di Francesco Foscari, unico elemento rimanente di un imponente gruppo scultoreo, la cui copia, eseguita nel 1885, si trova sopra alla Porta della Carta.[1]